# Группировка войск (сил) Вооружённых сил Российской Федерации в Сирийской Арабской Республике
Группировка войск (сил) Вооружённых сил Российской Федерации в Сирийской Арабской Республике (сокр. ГВ(с) ВС РФ в САР) — оперативно-стратегическое объединение Вооружённых сил Российской Федерации, созданное для проведения военной операции в Сирийской Арабской Республике.

## Хронология
С 30 сентября 2015 года по середину февраля 2016 года, когда начались переговоры о прекращении огня, российская авиация совершила более 7,2 тыс. вылетов с авиабазы Хмеймим, уничтожив свыше 12,7 тыс. объектов. Поддержка российских ВКС позволила сирийским правительственным войскам остановить территориальную экспансию террористических группировок и начать наступление в провинциях Хама, Идлиб и Алеппо. Кроме того, благодаря российским ударам террористы лишились более половины доходов от незаконно добываемой на сирийской территории нефти. Боевые потери ВС РФ составили три человека, один самолёт и один вертолёт.
Первые авиаудары на сирийской территории самолёты ВКС России нанесли 30 сентября 2015 года; за первую неделю операции российская авиагруппа нанесла удары по 112 объектам в Сирии. За период с 30 сентября по 16 октября российская авиагруппа совершила 669 боевых вылетов (в том числе 115 ночных) и уничтожила 456 объектов противника, к 22 октября число совершённых вылетов достигло 934, а уничтоженных объектов — 819, к 30 октября число боевых вылетов достигло 1391 (при  1623 уничтоженных объектов), к 3 ноября — 1631 вылет при 2084 объектах, к 17 ноября — 2289 вылетов, в ходе которых было нанесено 4111 ракетно-бомбовых ударов по целям в Сирии.
24 ноября 2015 года Минобороны России объявило, что для усиления противовоздушной обороны ракетный крейсер «Москва», оснащённый системой ПВО «Форт», займёт прибрежный район Латакии. 25 ноября 2015 года, после того как при выполнении боевого задания вблизи границы с Турцией был сбит российский самолёт Су-24, было объявлено, что на российской авиабазе Хмеймим в Латакии будет размещён ЗРК С-400; комплекс был развёрнут 26 ноября.
После участия в российско-индийских учениях, прошедших в декабре 2015 года в Индийском океане, гвардейский ракетный крейсер «Варяг» вышел в Средиземное море для смены ГРКР «Москва» у берегов Сирии.
С 13 февраля 2016 года к дежурству были привлечены морской тральщик «Ковровец» и малый ракетный корабль «Зелёный Дол» Черноморского флота.
С 15 марта 2016 года по приказу президента Путина начался вывод основных сил российской группировки из Сирии; при этом было отмечено, что военно-морской пункт базирования в Тартусе и авиационная база Хмеймим продолжат «функционировать в прежнем режиме». По информации, озвученной телеканалом Россия 24, Сирию покинули самолёты Су-24, Су-25 и Су-34, ударные вертолёты Ми-24 и Ми-35; 28 марта было объявлено, что все запланированные к вылету в места постоянной дислокации российские самолёты вернулись из Сирии.
С марта 2016 г. на аэродроме Хмеймим остались эскадрилья фронтовых бомбардировщиков Су-24М и истребители Су-30СМ и Су-35С, а также ударные вертолёты Ми-24 и Ми-35М. Одновременно с выводом ударной авиации на аэродром были перебазированы из России вертолёты Ми-28Н и Ка-52 (в дальнейшем они, в частности, применялись при освобождении Пальмиры и Алеппо).
19 августа 2016 года из района огневых позиций в восточной части Средиземного моря малыми ракетными кораблями Черноморского флота «Зелёный Дол» и «Серпухов» в ходе боевого маневрирования были выполнены 3 пуска крылатых ракет морского базирования «Калибр» по целям группировки «Джебхат ан-Нусра».
В августе 2016, по договорённости между Россией и Ираном, группа российских самолётов была размещена на иранской авиабазе Хамадан. Российские стратегические бомбардировщики Ту-22М3 и многофункциональные самолёты Су-34 прибыли на базу 16 августа, 16 и 17 августа Су-34 ВКС России нанесли ракетно-бомбовые удары по объектам на сирийской территории. 18 августа удары наносили Ту-22М3 и Су-34, взлетевшие с аэродромов базирования на территории России и Ирана. Использование ВКС РФ авиабазы в Иране, однако, продлилось меньше недели, после чего все российские самолёты вернулись в Россию. Внезапное прекращение миссии было вызвано, по-видимому, произошедшей оглаской в СМИ и связанными с этим внутри- и внешнеполитическими последствиями для Ирана.
20 декабря 2016 года СМИ сообщили о гибели в боях за Пальмиру командира батальона 56-й гвардейской десантно-штурмовой бригады. 
В конце февраля — начале марта 2016 года на аэродром Хмеймим были переброшены две контрбатарейные РЛС «Зоопарк» для засечки позиций артиллерии боевиков, ведущей огонь в нарушение перемирия.
14 ноября 2016 года пуски крылатых ракет «Калибр» из восточной части Средиземного моря по целям в Сирии совершил сторожевой корабль «Адмирал Григорович».
С 15 ноября по декабрь 2016 года в боевых действиях принял участие тяжёлый авианесущий крейсер «Адмирал Флота Советского Союза Кузнецов». В состав корабельной группы помимо него входили атомный ракетный крейсер «Пётр Великий», БПК «Вице-адмирал Кулаков» и «Североморск», два танкера и спасательный буксир. 8 ноября российские корабли прибыли в заданный район в восточной части Средиземного моря.
16 ноября 2016 года было опубликовано первое в боевых условиях применение берегового ракетного комплекса «Бастион-П».
2 декабря 2016 года российские сапёры были направлены на разминирование освобождённых от боевиков восточных районов Алеппо. К 21 февраля 2017 года отряд выполнил свои задачи и вернулся в Россию. Было очищено 29,56 км² территории, 945 км дорог, 4,5 тыс. сооружений (в том числе 90 школ, 4 детских сада, 25 поликлиник), обезврежено 36 тыс. взрывоопасных предметов, в том числе 20 тыс. самодельных взрывных устройств.
В декабре 2016 года в Сирию по приказу Верховного главнокомандующего были введены несколько батальонов военной полиции, перед которыми была поставлена задача стабилизации ситуации в районе Алеппо, Дамаска и ряда других населённых пунктов. Эти подразделения формировались на базе батальонов специального назначения 42-й мотострелковой дивизии, 19-й и 166-й мотострелковых бригад. Они комплектовались преимущественно военнослужащими с Северного Кавказа — чеченцами, ингушами, дагестанцами. Как пояснил на пресс-конференции Владимир Путин, военнослужащие этих батальонов — преимущественно сунниты, как и большинство сирийцев. В Сирии военнослужащие военной полиции лишь однажды непосредственно участвовали в боевых действиях. Осенью 2017 года взвод полицейских попал под огонь при прорыве исламистов в провинции Хама. При поддержке подразделений Сил специальных операций и штурмовой авиации полицейские смогли без потерь выйти из окружения.
В соответствии с решением Верховного Главнокомандующего ВС России Владимира Путина, в январе 2017 года было начато сокращение постоянного оперативного соединения ВМФ РФ на Средиземном море.
10 марта 2017 года ещё один отряд был направлен на разминирование вновь освобождённой Пальмиры.
В мае 2017 года российское подразделение, оснащённое гаубицами «Мста-Б», было отмечено в районе Хамы.
17 ноября 2017 самолёты Дальней авиации ВКС России Ту-160 и Ту-95МС произвели пуски 34 крылатых ракет воздушного базирования, а бомбардировщики Ту-22М3 нанесли бомбовые удары по объектам ИГ в провинциях Ракка и Дейр-эз-Зор
Осенью 2017 года, на завершающем этапе боёв с ИГ, в Сирию самолётами военно-транспортной авиации были переброшены понтонные подразделения, обеспечившие форсирование сирийскими войсками Евфрата в районе Дейр-эз-Зора.
В конце декабря 2017 года министр обороны России Шойгу заявил о том, что для нанесения ударов по объектам боевиков в Сирии применялся также ОТРК «Искандер». В феврале 2021 года Минобороны России опубликовало видео применения ОТРК «Искандер» по целям боевиков в Сирии. По данным западных источников удар был нанесён в феврале 2016 года по городу Аазаз на сирийско-турецкой границе.
В декабре 2017 года министр обороны России поощрил военнослужащих, обеспечивавших 11 декабря визит Владимира Путина в Сирию. Речь шла о подразделениях морской пехоты, обеспечивавших прикрытие за пределами авиабазы Хмеймим на суше и с моря.
В августе 2018 года при содействии российской военной полиции была проведена передислокация подразделений Сил ООН по наблюдению за разъединением (СООННР) на перевал Аль-Кунейтра между южной Сирией и оккупированными Израилем Голанскими высотами. Российские военные приступили к патрулированию совместно с миротворцами ООН. Здесь был развёрнут батальон российской военной полиции и начато оборудование 8 наблюдательных постов вдоль линии разъединения с целью создания гарантий безопасности для возобновления работы погранперехода на перевале Аль-Кунейтра в соответствии с израильско-сирийским соглашением о прекращении огня 1974 года. ООН приостановила свою деятельность в этом районе и вывела свои силы в сентябре 2014 года после того, как боевики «Джебхат ан-Нусры» похитили 45 миротворцев ООН из Фиджи.
В мае 2018 года сообщалось о гибели 4 военных советников-артиллеристов 200-й артиллерийской бригады, погибших при нападении боевиков в провинции Дейр-эз-Зор.
В ночь на 18 сентября 2018 года четыре истребителя F-16 ВВС Израиля нанесли удар по сирийским объектам в районе города Латакия. Сирийские подразделения ПВО, пытаясь отразить удары с помощью ЗРК С-200, сбили российский самолёт радиоэлектронной разведки и радиоэлектронной борьбы Ил-20М, заходивший в это время на посадку на авиабазе Хмеймим. Все 15 человек, находившиеся на борту, погибли. Министерство обороны Российской Федерации в своём заявлении возложило ответственность за гибель российского самолёта на израильские истребители, которые осуществляли заход на цели на малой высоте со стороны Средиземного моря, фактически прикрываясь российским самолётом, и подставили его под огонь сирийской ПВО. В связи со случившимся российское руководство решило в кратчайшие сроки поставить Сирии зенитные ракетные комплексы С-300 и установить на командных пунктах сирийских соединений ПВО российские автоматизированные системы управления для обеспечения централизованного управления всеми силами и средствами ПВО Сирии, ведения мониторинга воздушной обстановки и оперативного целеуказания. Кроме того, было заявлено, что в прилегающих к Сирии районах над акваторией Средиземного моря будет применяться радиоэлектронное подавление спутниковой навигации, бортовых РЛС и систем связи боевой авиации иностранных государств, атакующей объекты на сирийской территории.
В январе 2019 года российская военная полиция начала патрулировать зоны безопасности вдоль сирийско-турецкой границы в районе города Манбидж (север провинции Алеппо) с задачей обеспечения безопасности и контроля за положением и перемещением вооружённых формирований. В декабре 2018 года сирийская армия вошла в Манбидж после вывода из него курдских формирований и подняла над городом сирийский флаг. Курды согласились передать Манбидж сирийским властям в обмен на гарантию защиты города от турецкого вторжения.
В начале февраля 2020 года СМИ сообщили о гибели 4 российских офицеров. В феврале факт гибели был подтверждён МИД России, а газета «Коммерсантъ» сообщила, что погибшие являлись снайперами из управления «С» («Смерч») и управления «К» («Кавказ») Центра специального назначения ФСБ России. Спецназовцы были направлены для усиления сирийских подразделений в зоне деэскалации Идлиб.

## Состав

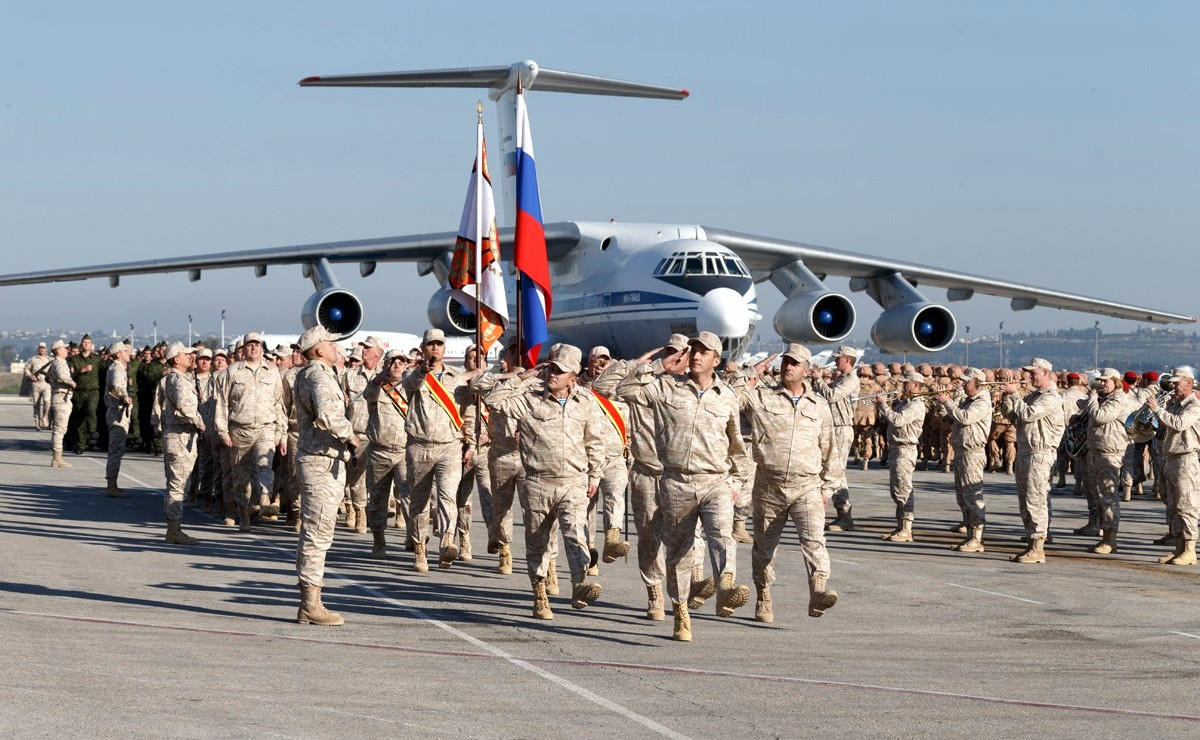
Торжественный марш подразделений российской группировки. Военнослужашие проносят знамя группировки вместе с российским флагом. Авиабаза «Хмеймим», 11 декабря 2017 года

Полные данные о силах, привлекаемых для ведения боевых действий в Сирии, руководством ВС РФ не раскрывались. Достоверно не известен как полный состав российских войск на территории Сирии, так и полный перечень соединений и воинских частей, подразделения которых направлялись в Сирию.
Меньше всего публичной информации имеется об участии российских военнослужащих в сухопутных боевых действиях. Первоначально в Министерстве обороны РФ подчёркивалось, что в Сирии действует только авиация Воздушно-космических сил — в связи с этим военная операция официально именовалась «операцией ВКС России в Сирии». Лишь спустя некоторое время из доклада министра обороны Сергея Шойгу стало понятно, что поддержку сирийской армии оказывают и российские артиллеристы.
Публикуемые в СМИ данные о составе группировки российских войск в Сирии крайне противоречивы. К примеру, 1 октября 2015 года было заявлено, что для обороны и охраны российских баз будет привлечена 7-я гвардейская десантно-штурмовая дивизия, однако 3 июня 2016 года командующий ВДВ генерал-полковник Владимир Шаманов заявил, что подразделения ВДВ в Сирию не отправлялись.
Косвенно о принадлежности подразделений, направлявшихся в Сирию, можно было судить по сообщениям СМИ о погибших российских военнослужащих.
В декабре 2017 года Генштаб сообщил, что российские военные советники находятся в каждой группировке правительственных сил, задействованных в наступлении.

### Воздушно-космические силы

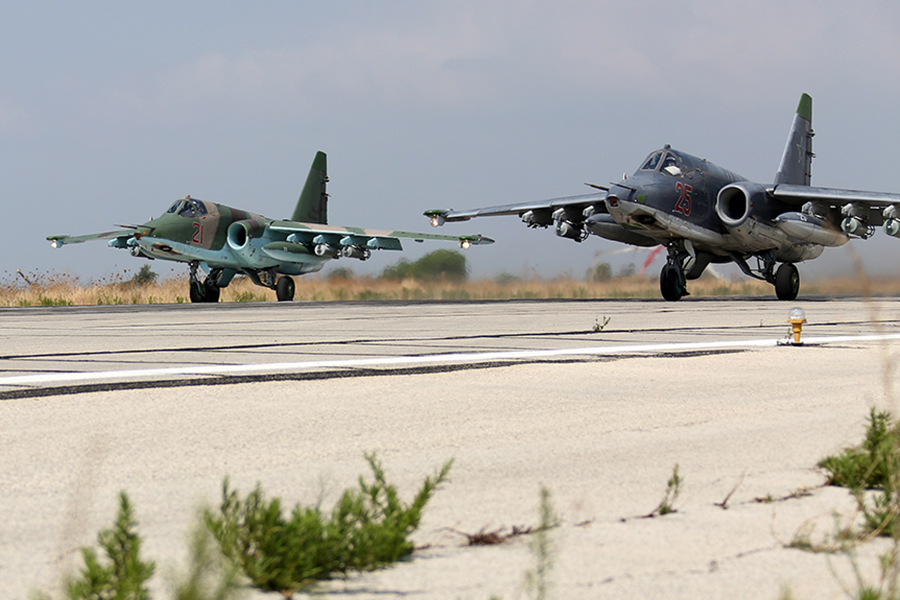
Самолёты российской авиагруппы на авиабазе «Хмеймим», 3 октября 2015 года.

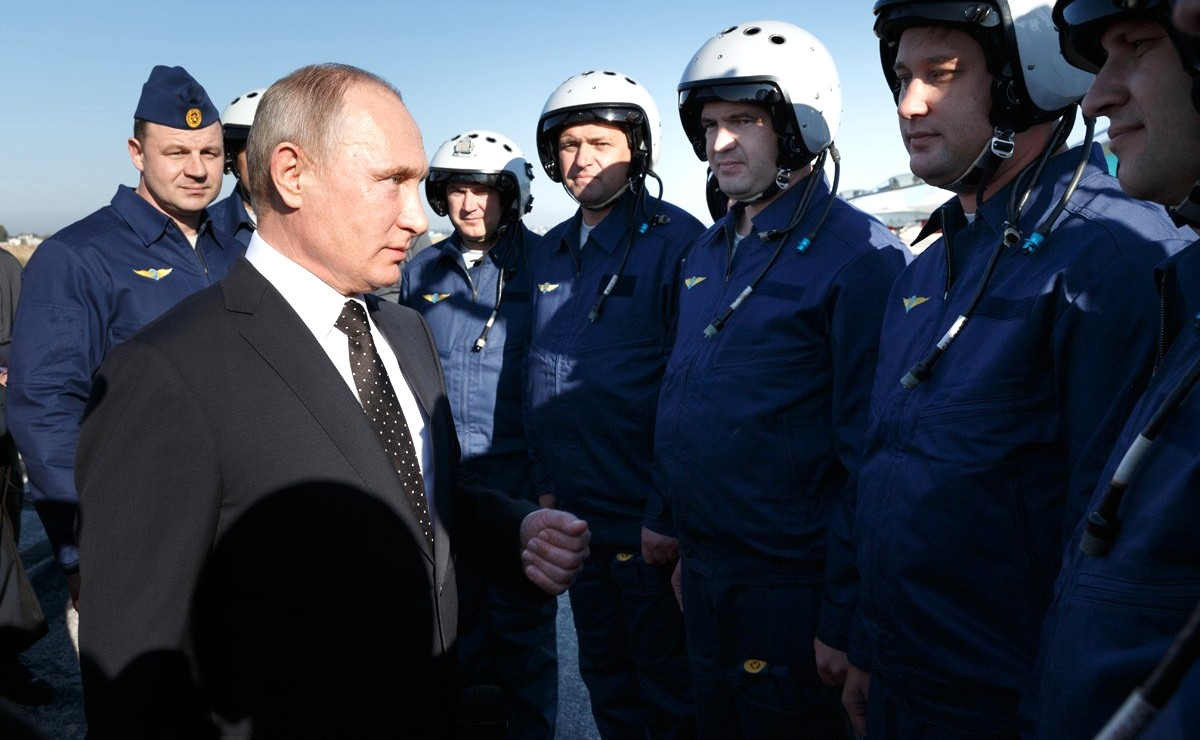
Президент России Владимир Путин с российскими военными лётчиками.
11 декабря 2017 года

На конец 2016 года боевой опыт в Сирии получили 84 % лётного состава ВКС России. С начала операции авиация совершила 18 800 вылетов, нанесла 71 тысячу ударов по инфраструктуре террористов. Были ликвидированы 725 тренировочных лагерей, 405 заводов и мастерских по производству боеприпасов, полторы тысячи единиц военной техники террористов, 35 тысяч боевиков, в их числе 204 полевых командира.
По состоянию на апрель 2017 года с начала военной операции совершено более 23 тысяч боевых вылетов и нанесено около 77 тысяч ударов по террористам. К маю 2017 года около половины авиагруппировки было выведено с базы Хмеймим в Россию. На момент завершения военной операции в декабре 2017 года российскими лётчиками были совершены 34 тысячи боевых вылетов.
В феврале 2018 года для оценки в боевой обстановке возможностей разрабатываемой военной техники в Сирии были проведены практические пуски перспективных крылатых ракет оперативно-тактического назначения с самолёта пятого поколения Су-57.
За три года операции ВКС России выполнили 39 тыс. боевых вылетов. Интенсивность применения боевой авиации превышала 100 и более самолёто-вылетов в сутки (максимальное количество — 139 — было зафиксировано 20 ноября 2015 года). Также было произведено 66 ударов крылатыми ракетами воздушного базирования.

#### Фронтовая и армейская авиация

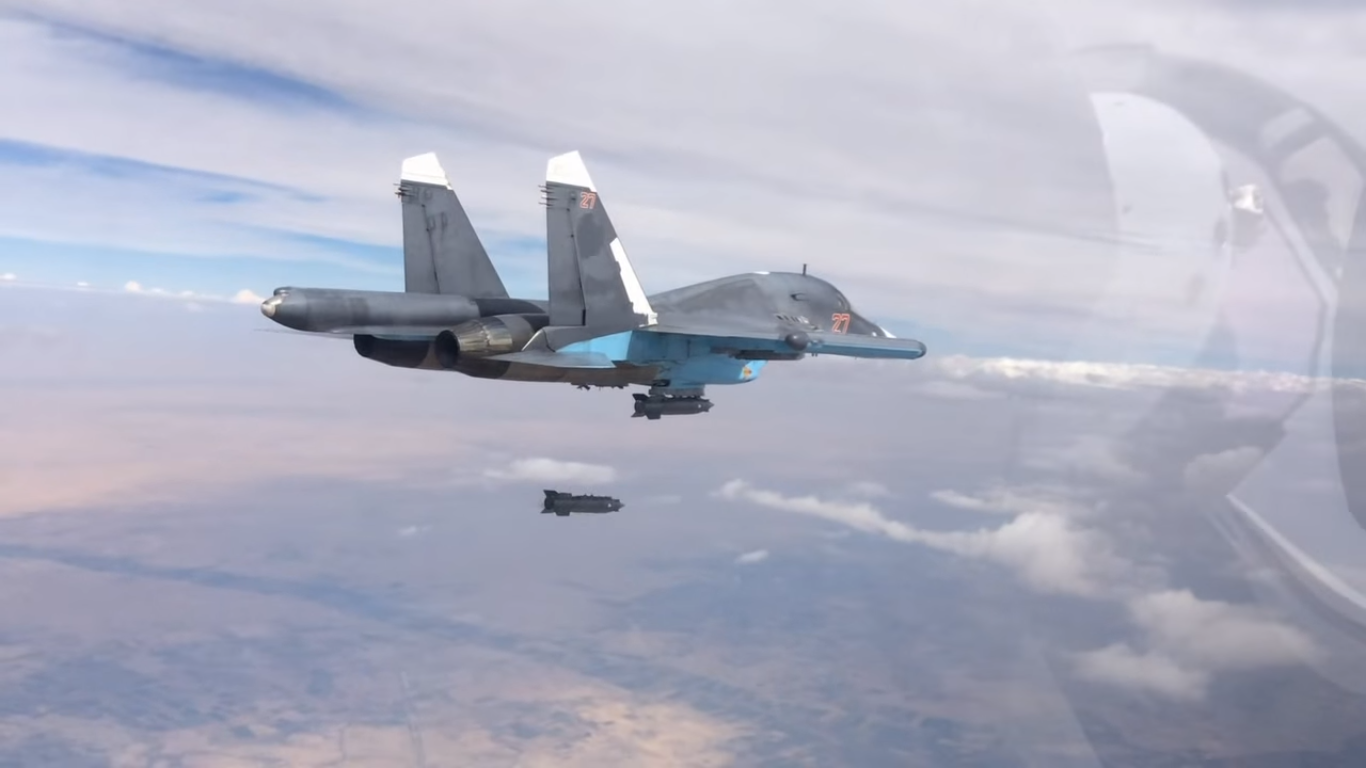
Су-34 сбрасывает авиабомбы КАБ-500-С

Для проведения военной операции в Сирии была развёрнута смешанная авиационная группа Воздушно-космических сил РФ. Первоначально в неё вошли 32 самолёта и 17 вертолётов:
- 12 фронтовых бомбардировщиков Су-24М,
- 4 фронтовых бомбардировщика Су-34,
- 4 истребителя Су-30СМ,
- 12 штурмовиков Су-25СМ/УБ,
- 12 боевых вертолётов Ми-24П,
- 5 транспортно-боевых вертолётов Ми-8АМТШ.

Группировка была сформирована из экипажей строевых частей ВКС и базировалась на авиабазе «Хмеймим». Для координации действий авиации, проведения разведки и выдачи целеуказаний привлекались самолёты ДРЛО и управления А-50 и Ту-214Р, а также самолёт радиоэлектронной разведки и РЭБ Ил-20М1. Вертолёты Ми-24П задействовались для непосредственной поддержки сирийских сухопутных войск.
В дальнейшем наращивание группировки на сирийской территории было продолжено: в декабре 2015 года сюда прибыли четыре Су-34, четыре новых боевых вертолёта Ми-35М и несколько транспортных Ми-8. В январе 2016 года в Сирию прибыли четыре новейших многофункциональных истребителя Су-35С.
Модернизированный фронтовой бомбардировщик Су-24М, оснащённый специальной вычислительной подсистемой СВП-24 «Гефест», представлял собой основную ударную силу российской авиагруппы. В дополнение к Су-24М, Су-25СМ и Су-34, для нанесения ударов по наземным целям были задействованы многоцелевые истребители Су-35 и Су-30СМ, главной задачей которых изначально было воздушное прикрытие штурмовиков и бомбардировщиков.
В ноябре 2016 года в Сирию были переброшены истребители МиГ-31 для прикрытия базы Хмеймим, а также для управления действиями авиации (частично заменяя собой самолёты А-50).
По сообщению СМИ, в феврале 2018 года авиагруппа была усилена четырьмя истребителями Су-35 и самолётом дальнего радиолокационного дозора А-50.

#### Дальняя авиация
17 ноября 2015 года президент Путин потребовал усилить удары российской авиации в Сирии. Это произошло после того, как председатель ФСБ Александр Бортников доложил, что причиной катастрофы российского лайнера А321 в Египте стал теракт. В связи с полученным указанием начальник Генштаба ВС РФ Валерий Герасимов объявил об увеличении интенсивности боевых вылетов с авиабазы Хмеймим и дополнительном привлечении к нанесению ударов с российской территории 25 самолётов дальней авиации (пять Ту-160, шесть Ту-95МС и четырнадцать Ту-22М3), восьми перспективных бомбардировщиков Су-34 и четырёх истребителей Су-27СМ. Таким образом, к 20 ноября 2015 года задействованная в операции авиационная группировка составила 69 самолётов.
Дальними бомбардировщиками Ту-22М3 наносились групповые удары по объектам на сирийской территории неоднократно в течение 2015—2017 годов. Самолёты вылетали с территории России, прикрытие бомбардировщиков обеспечивали истребители c аэродрома Хмеймим.

#### ПВО

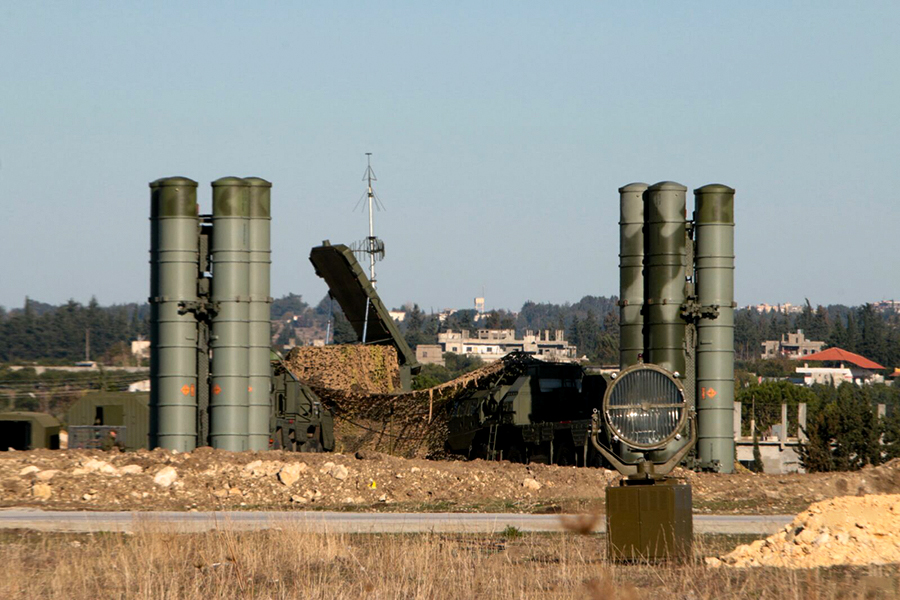
Обеспечение безопасности группировки ВКС России на авиабазе «Хмеймим»,
декабрь 2015 года.

Для прикрытия российских войск развёрнута группировка ПВО, включающая комплексы «Панцирь-С1»,С-300, С-400 и система РЭБ «Красуха-4».
При участии России в Сирии была создана объединённая система ПВО, обеспечивающая оборону всех военных и стратегически важных гражданских объектов, в том числе аэродрома Латакия. В состав данной системы ПВО вошли российские ЗРПК «Панцирь-С1» ближнего радиуса действия и ЗРК среднего радиуса действия «Бук-М2», а также модернизированные российскими специалистами сирийские комплексы ПВО советского производства «Оса», С-125-2М «Печора-2М», С-200 и другие системы. 
В начале октября 2016 года в Сирию был отправлен комплекс ПВО С-300 (согласно сообщениям СМИ, С-300ВМ, официально модификация не уточнялась) для обеспечения безопасности российской военно-морской базы в Тартусе и находящихся в прибрежной зоне кораблей оперативного соединения ВМФ России с воздуха.
Российская группировка ПВО и Войска ПВО Сирии с 2017 года объединены в единую систему ПВО, и вся информация о воздушной обстановке от сирийских радиолокационных станций поступает на пункты управления российской группировки войск.
2 октября 2018 года министр обороны Российской Федерации Сергей Шойгу доложил в Совете безопасности России о завершении доставки в САР зенитного ракетного комплекса С-300. Речь идёт о дивизионе С-300ПМУ-2 с четырьмя пусковыми установками в его составе (это экспортный вариант комплекса С-300ПМ-2 «Фаворит», способного бороться с самолётами на расстоянии до 200 км и с баллистическими ракетами малой и средней дальности на расстояниях до 40 км). Комплекс планируется использовать для обороны западных и северных воздушных границ САР.

#### Космические войска
Для контроля территории Сирии и ведения космической разведки Космические войска России используют группировку из 10 спутников, осуществляющих видовую и радиоэлектронную разведку, а также обеспечивающих радиосвязь. Была проведена коррекция орбит ряда спутников с тем, чтобы получать наиболее полную информацию с заданной периодичностью. Официально о том, какие спутники задействованы в ходе операции, не сообщалось. По мнению экспертов, применяются новый картографический космический аппарат «Барс-М», спутники-радиоретрансляторы «Гарпун», спутник радио- и радиотехнической разведки «Лотос-С», спутник оперативной фоторазведки «Персона» и спутник дистанционного зондирования Земли «Ресурс-П2».

#### Беспилотные летательные аппараты
В ходе военной операции в Сирии Вооружённые силы России впервые массово применяли БПЛА, как в разведывательных целях, так и для нанесения ударов по объектам противника. Для разведки применялись БПЛА: «Орлан» и «Элерон». Для нанесения ударов применялись беспилотники «Орион».
БПЛА совершили более 25 тыс. вылетов и обнаружили 47,5 тыс. объектов боевиков. Общий налёт БПЛА (до 70 единиц различных моделей) составил 140 тыс. часов.
В ходе операции активно применяются самолёты-беспилотники «ГрАНТ». В сентябре 2017 года впервые было замечено использование тяжёлого БПЛА «Орион».
К 1 марта 2016 года на аэродром Хмеймим, для усиления контроля за режимом прекращения боевых действий на территории Сирии, были переброшены три современных комплекса с беспилотными летательными аппаратами и две радиолокационные станции обнаружения малоразмерных целей.
По информации ряда СМИ, в ходе военной операции также используются роботы «Платформа-М» и «Арго».

### Воздушно-десантные войска
По информации СМИ и социальных сетей, зимой 2015—2016 годов, после инцидента с российским Су-24, в Сирию были переброшены подразделения 7-й гвардейской десантно-штурмовой дивизии и 34-й мотострелковой бригады, личный состав которых обучен и оснащён для ведения боевых действий в сложной горной местности (в тот период вторжение турецкой армии и продвижение в сторону авиабазы Хмеймим рассматривалось как вполне возможное).
20 декабря 2016 года СМИ сообщили о гибели в боях за Пальмиру командира батальона 56-й гвардейской десантно-штурмовой бригады. Офицер входил в группу военнослужащих, срочно переброшенных в Сирию для оказания помощи правительственной армии, отражавшей атаки исламистов на Пальмиру. Также отмечалось, что несколько его сослуживцев получили ранения и находятся в госпиталях. Однако достоверных сведений о том, действовали ли данные военнослужащие в составе штатных подразделений 56-й десантно-штурмовой бригады либо находились в группе военных советников (как погибший 5 декабря в Алеппо полковник Руслан Галицкий), не имеется.

### Сухопутные войска
По состоянию на 9 мая 2016 года, в составе авиабазы Хмеймим, кроме батальона морской пехоты также находились сводные мотострелковые подразделения, о принадлежности которых к штатным соединениям на территории России нет точных данных. Командовал группировкой в этот период Герой России генерал-майор Андрей Юрьевич Гущин.
Группировка сухопутных войск, обеспечивавшая охрану авиабазы Хмеймим, имела на вооружении танки Т-90А и Т-72Б3, бронетранспортёры БТР-80.
Летом 2017 года, в ходе наступления сирийских войск на Дейр эз-Зор, было отмечено применение боевой машины поддержки танков «Терминатор».
Здесь же использовались тяжёлые огнемётные системы ТОС-1А «Солнцепёк».

#### Ракетные войска и артиллерия
Российские артиллерийские системы (152-мм буксируемые гаубицы «Мста-Б») появились в Сирии почти одновременно с самолётами ВКС.
17 ноября 2015 года, во время доклада министра обороны Сергея Шойгу президенту России Владимиру Путину, была представлена карта обстановки, на которой были отмечены позиции войск в Сирии. В числе отмеченных, судя по надписи, оказалась позиция 5-й гаубичной артиллерийской батареи (152-мм буксируемые гаубицы-пушки 2А65 «Мста-Б») 2-го гаубичного артиллерийского дивизиона 120-й гвардейской артиллерийской бригады, дислоцированной в городе Юрга Кемеровской области. Позиция была указана на северо-запад от города Садада (район города Хомс). Дополнительным косвенным подтверждением присутствия подразделений 120-й артиллерийской бригады в Сирии служит официальное награждение заместителя командира дивизиона этой бригады капитана Подольского А. В.
В феврале 2016 года артиллерийское подразделение, оснащённое буксируемыми гаубицами, было зафиксировано съёмочной группой CNN в районе Пальмиры, которые идентифицировали её как российскую. Тягачами служили четырёхосные бронированные КамАЗ-63501. Прикрывала артиллеристов сводная бронегруппа из нескольких танков Т-90, а также бронетранспортёров БТР-82А. До первого освобождения Пальмиры весной 2016 года сводная бронегруппа и гаубичные расчёты ещё несколько раз попадали на фотографии и видео в интернете.
По данным разведки США, в апреле 2016 года российские артиллерийские подразделения были передислоцированы в северные районы Сирии — предположительно, в связи с предстоящей операцией по освобождению Алеппо.

#### Инженерные войска

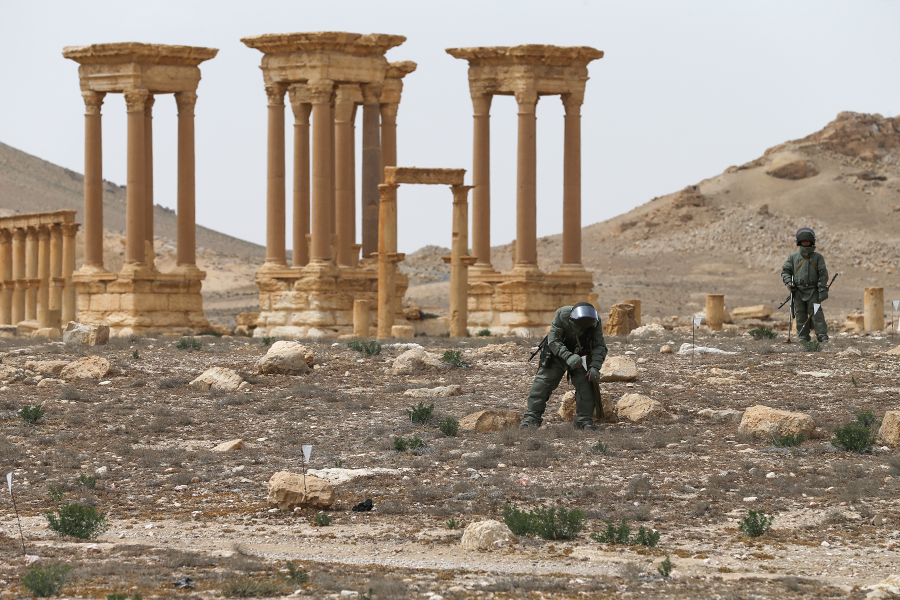
Сапёры Международного противоминного центра ВС РФ в Пальмире,
7 апреля 2016 года.

В 2015 году российские инженерные войска провели большой объём работ по подготовке авиабазы Хмеймим к приёму техники, создали защитный периметр вокруг базы.
После освобождения Пальмиры 27 марта 2016 года было сообщено, что в разминировании города примет участие международный противоминный центр Вооружённых Сил Российской Федерации. 29-30 марта в Сирию были направлены две группы разминирования.
Сапёрам была поставлена задача сохранить исторические ценности на территории Пальмиры. Историческая часть города была полностью разминирована к 21 апреля. Было обезврежено около 18 тыс. взрывоопасных предметов, разминировано 825 га территории и 8,5 тысяч зданий.
Летом 2016 года в Сирии появились российские сапёрные подразделения, занимавшиеся разминированием освобождённой от боевиков Пальмиры. Позже российские сапёры принимали участие в разминировании Алеппо и Дейр-эз-Зора. Военные полицейские с самого начала операции присутствовали на авиабазе Хмеймим и в пункте материально-технического обеспечения ВМФ в Тартусе, но в декабре 2016 года в Сирию для поддержания порядка в освобождённых районах был дополнительно введён батальон военной полиции, к которому позднее добавились дополнительные подразделения.

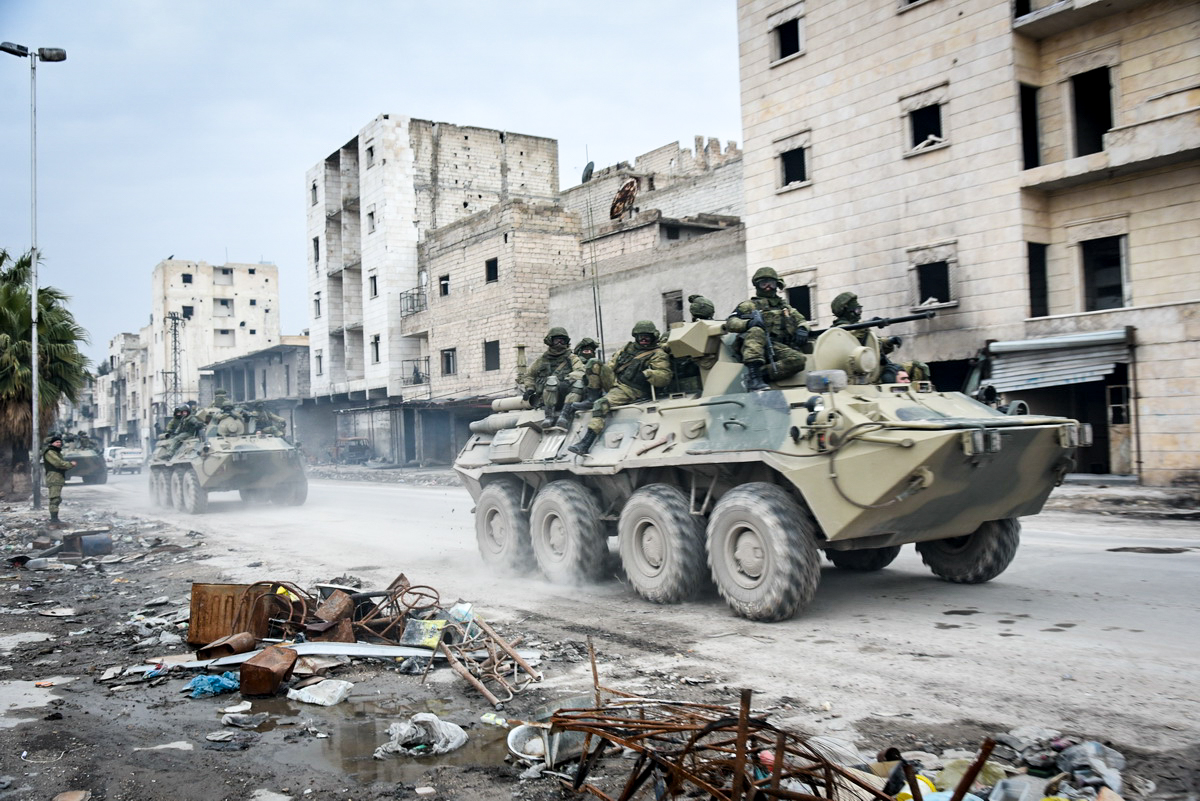
Сапёры Международного противоминного центра ВС РФ в Алеппо,
23 декабря 2016 года.

МПМЦ за 2017 год подготовил и полностью оснастил несколько сирийских противоминных отрядов.
В Сирии прошли обкатку современные инженерные комплексы. Робот-сапёр «Уран-6» использовался для разминирования в Пальмире и Алеппо. Также использовались новейшие досмотровые роботы «Сфера» и «Скарабей».
Командование инженерными подразделениями в Сирии осуществлял начальник инженерных войск ВС РФ генерал-лейтенант Юрий Ставицкий.

### Военно-морской флот

#### Флот и морская авиация

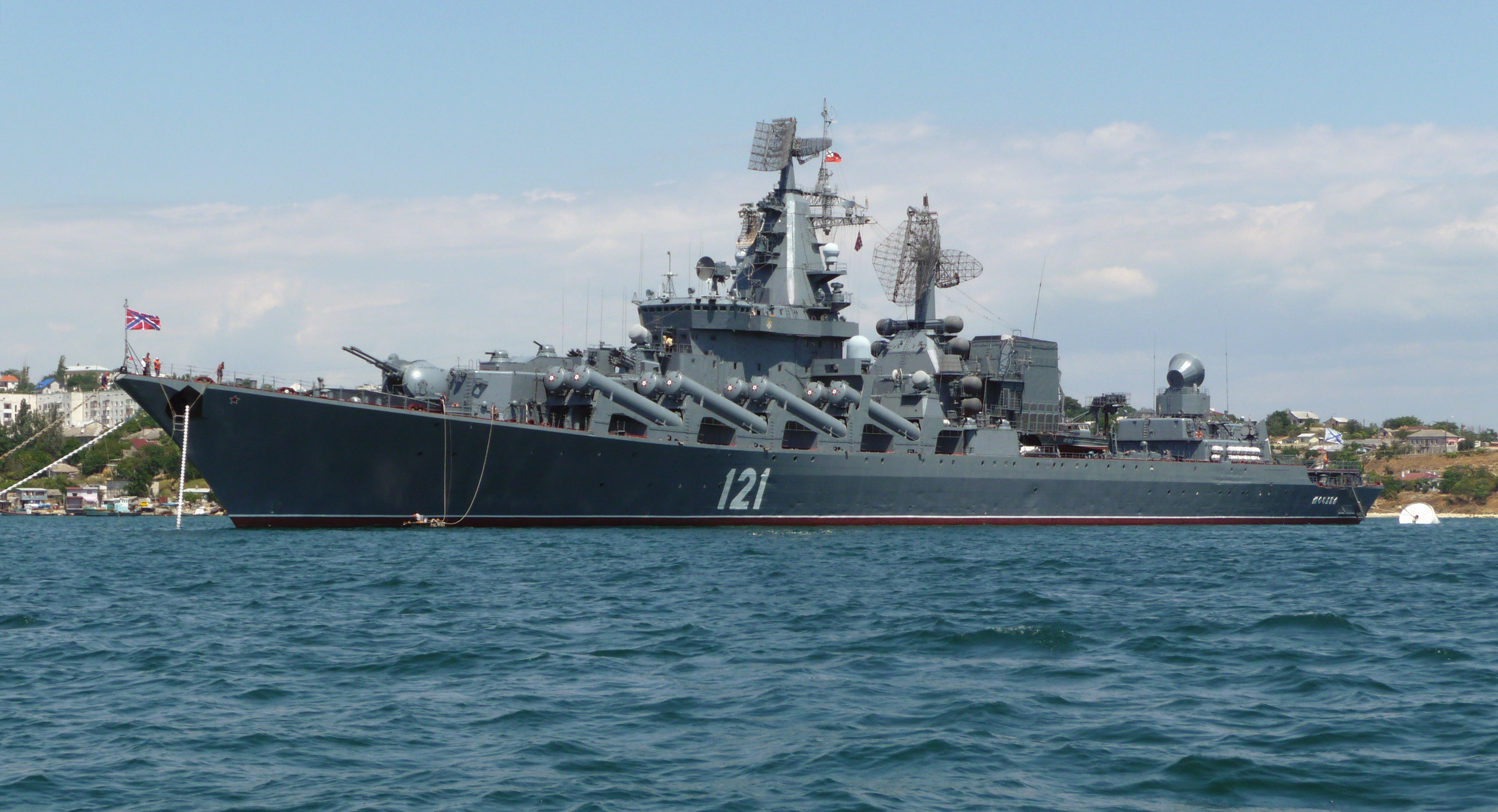
Ракетный крейсер «Москва», фото 2009 года.

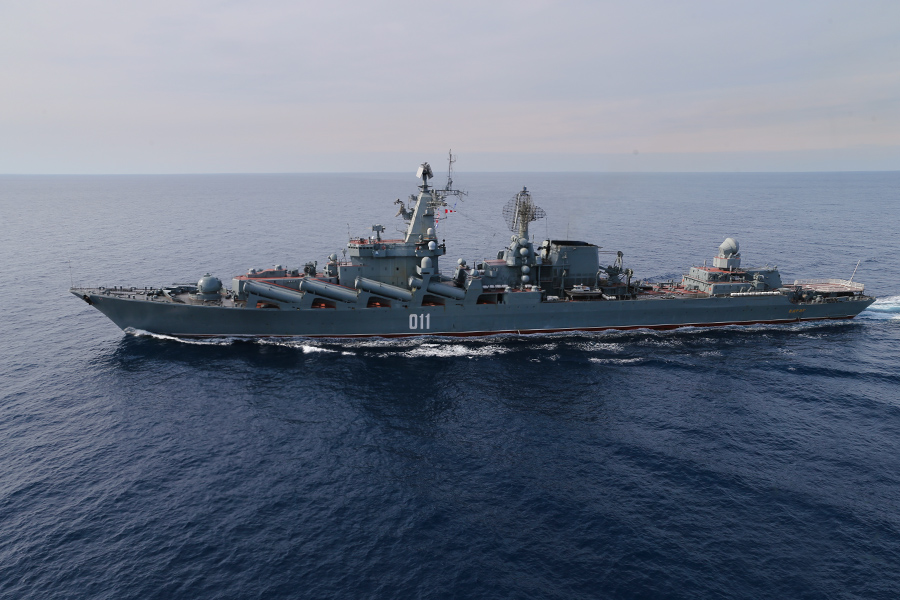
Ракетный крейсер «Варяг»,
январь 2016 года.

Значительная часть боевых действий в Сирии велась на территории, прилегающей к акватории Средиземного моря, что потребовало привлечь к решению задач, стоявших перед российской группировкой, военно-морские силы. Одной из главных задач ВМФ было обеспечение бесперебойной и своевременной доставки по морю вооружения, боеприпасов, горюче-смазочных материалов, других материально-технических средств. По оценкам специалистов, морским путём было доставлено до 88 % от общего количества военных грузов, направленных в Сирию из России. С этой целью были задействованы десантные и вспомогательные корабли Черноморского флота, а также гражданские транспортные суда.
На флот также возлагались боевые задачи:
- огневой поддержки наземных операций;
- противодействия попыткам воздействия на российские базы с морских направлений и отражения возможных ударов с этих направлений;
- обеспечения устойчивости морских коммуникаций в восточной части Средиземного моря[29].

Прикрытие авиационной группы обеспечивали корабли постоянного оперативного соединения Военно-Морского Флота (ВМФ) России на Средиземном море, состоявшего на основе ротации из 10—15 кораблей и вспомогательных судов Северного, Тихоокеанского, Балтийского и Черноморского флотов.

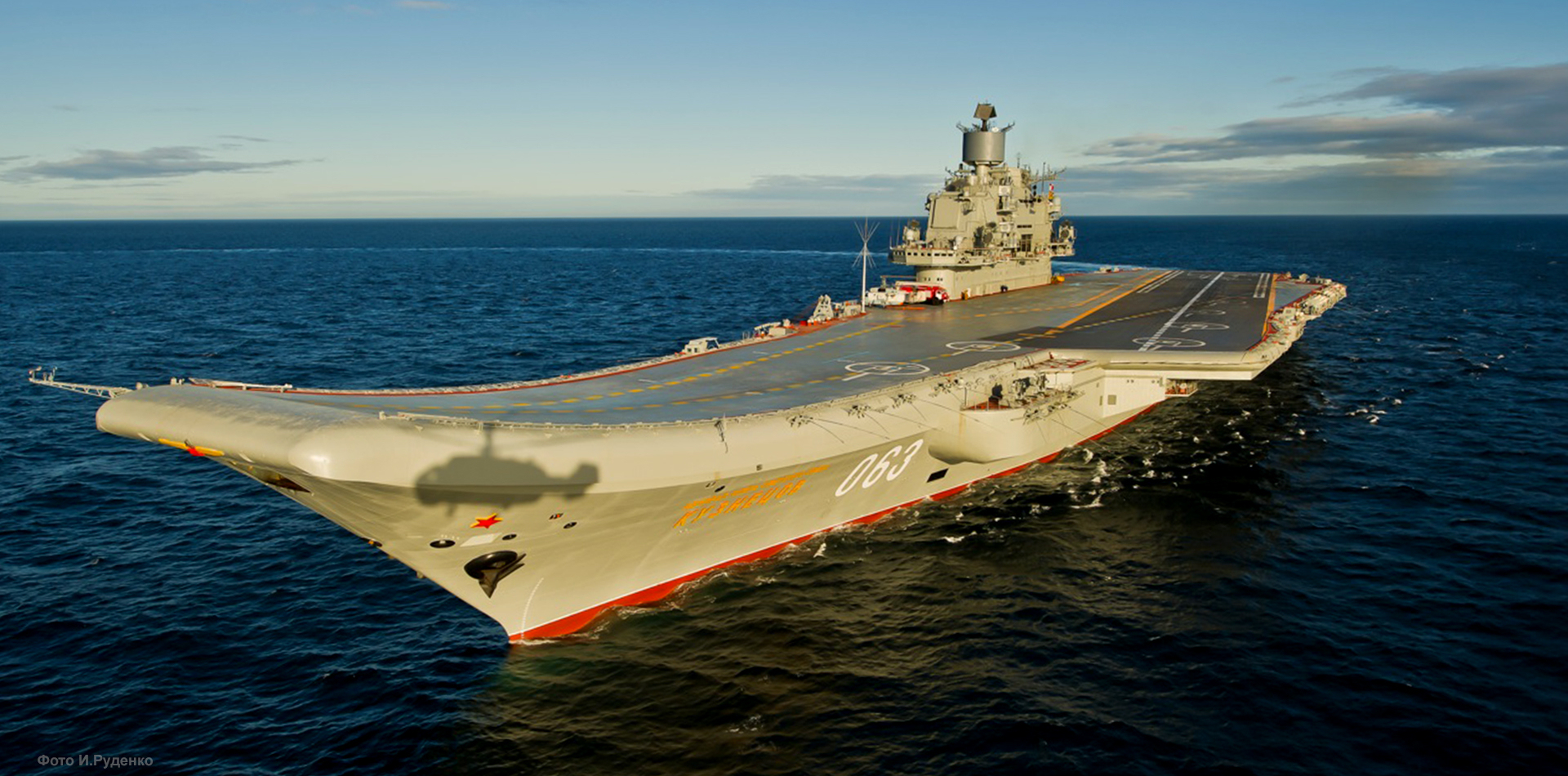
Тяжёлый авианесущий крейсер «Адмирал Флота Советского Союза Кузнецов».

Решение о создании соединения было принято министром обороны РФ генералом армии Сергеем Шойгу в марте 2013 года. К началу сентября 2013 года к месту несения службы в Восточном Средиземноморье пришли первые корабли ВМФ России во главе с большим противолодочным кораблём «Адмирал Пантелеев», на борту которого располагался штаб оперативного соединения. Полноценно функционировать Оперативное соединение ВМФ РФ на Средиземном море начало 21 сентября 2013 года. С января по июнь 2014 года соединение принимало участие в обеспечении безопасности операции по вывозу химического оружия с территории Сирии. С началом военной операции ВКС России в Сирии основной задачей соединения стало обеспечение деятельности войск РФ на территории Сирийской Арабской Республики.

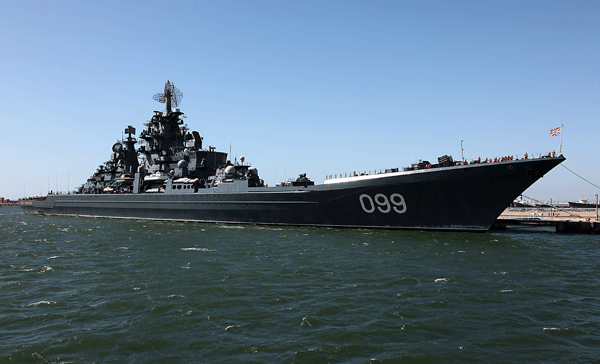
Тяжёлый атомный ракетный крейсер «Пётр Великий».

В разное время в состав соединения входили на основе ротации флагманы флотов РФ: тяжёлый авианесущий крейсер «Адмирал Флота Советского Союза Кузнецов», тяжёлый атомный ракетный крейсер «Пётр Великий», гвардейские ракетные крейсера «Москва» и «Варяг», фрегаты «Адмирал Григорович» и «Адмирал Эссен».
В состав оперативного соединения входили также сторожевые корабли «Ладный», «Пытливый» и «Сметливый», ракетный катер Р-109 «Бриз», большой десантный корабль «Саратов», ряд вспомогательных кораблей и судов. 5 октября 2015 стало известно об отправке в Сирию разведывательного корабля Балтийского флота «Василий Татищев».
Огневое поражение объектов антиправительственных группировок осуществлялось крылатыми ракетами «Калибр-НК» и «Калибр-ПЛ» (удары наносились по особо важным целям преимущественно в оперативной глубине группировок противника), а также силами корабельной авиации, действовавшей как с крейсера «Адмирал Флота Советского Союза Кузнецов», так и с береговых аэродромов.
С 7 октября 2015 года к участию в операции были привлечены четыре корабля Каспийской флотилии: ракетный корабль «Дагестан» (проекта 11661), малые ракетные корабли (МРК) «Град Свияжск», «Углич» и «Великий Устюг» (проекта 21631). В ночь с 6 на 7 октября с этих кораблей был нанесён массированный удар 26 крылатыми ракетами комплекса морского базирования «Калибр-НК» по 11 объектам ИГ на территории Сирии. 20 ноября корабли Каспийской флотилии выполнили пуски 18 крылатых ракет по семи целям, успешно поразив их.

- Первый массированный удар «Калибрами» по объектам ИГ в Сирии из акватории Каспийского моря
- Второй массированный удар «Калибрами» по объектам ИГ в Сирии из акватории Каспийского моря
- Удар ракетами «Калибр» и «Оникс» по объектам боевиков

В дальнейшем надводные корабли регулярно наносили удары ракетами «Калибр-НК» по целям на сирийской территории. В основном стрельба велась из районов восточной части Средиземного моря, удалённых на 100—150 миль от берега. К нанесению ударов привлекались корабли основных классов и лёгких сил (фрегаты проекта 11356 и МРК) из состава Черноморского флота.
Траектории ракет, пущенных из акватории Каспийского моря, пролегали над территорией Ирана и Ирака. Дальность полёта могла достигать 1400—1500 км. Иракский участок полёта проходил в основном над территорией, контролировавшейся «Исламским государством». Несмотря на это, использование воздушного пространства согласовывалось с правительствами Ирана и Ирака. При стрельбе из Средиземного моря траектории проходили над территорией Сирии, а дальность стрельбы находилась в пределах 400—900 км. Всего, по сообщениям из открытых источников, за время боевых действий надводными кораблями было нанесено 25 ударов с общим расходом более 140 ракет «Калибр-НК».
Подводные лодки — дизель-электрические подводные лодки проекта 636 из состава Черноморского флота — участвовали в ударах по территории Сирии с декабря 2015 года. Удары наносились из восточной части Средиземного моря. Удары крылатыми ракетами морского базирования «Калибр-ПЛ», как правило, наносились из подводного положения. Всего за время боевых действий в Сирии российские подлодки нанесли 12 ударов (выпустив суммарно до 40 ракет). Удары, как правило, наносились по относительно компактным целям (близко расположенным группам зданий) или прочным железобетонным сооружениям — в основном, пунктам оперативного и стратегического управления, складам вооружения и боеприпасов центрального подчинения или предприятиям по ремонту боевой техники.
Первой подводной лодкой, привлечённой к операции 8 декабря 2015 года, стала подводная лодка Б-237 «Ростов-на-Дону». В результате ракетного удара были уничтожены два командных пункта ИГ в провинции Ракка.
На сентябрь 2016 года в постоянное оперативное соединение ВМФ РФ на Средиземном море входило не менее 6 боевых кораблей и 3—4 судна обеспечения из состава всех флотов России.
Из состава авиагруппы ТАКР «Адмирал Кузнецов» в операции было задействовано 14 самолётов — 10 истребителей Су-33, три МиГ-29К и один МиГ-29КУБ. За время операции небоевые потери составили два самолёта: МиГ-29КР (14.11.16) и Су-33 (5.12.16).
За два месяца лётчики морской авиации 45-й армии ВВС и ПВО Северного Флота выполнили 420 боевых вылетов, в том числе около 120 ночью (при этом большинство боевых вылетов было совершено с наземного аэродрома, а при выполнении посадок на палубу корабля были потеряны два истребителя). Для поражения наземных целей самолётами корабельной авиации применялись высокоточные средства поражения и неуправляемые боеприпасы. За время пребывания в Сирии авиагруппа ТАКР «Адмирал Кузнецов», по официальным данным, уничтожила более тысячи объектов противника.

#### Морская пехота

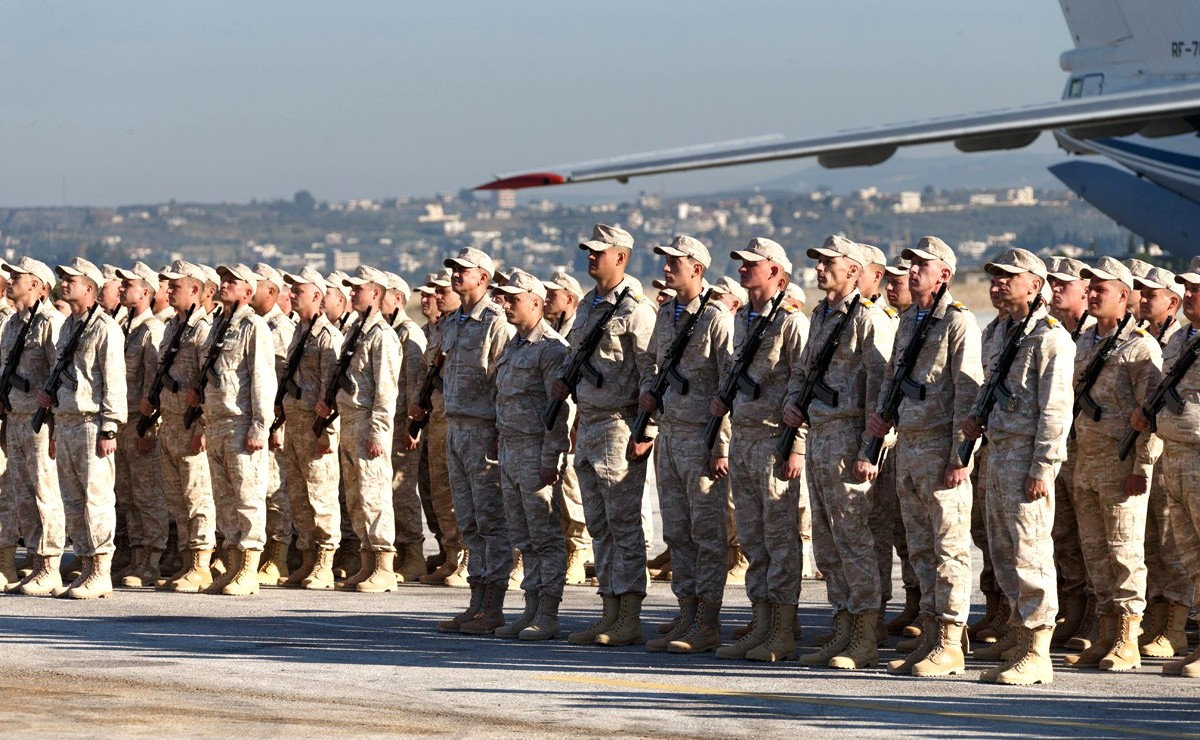
Отряд морской пехоты на авиабазе Хмеймим, 11 декабря 2017 года

С началом ведения боевых действий и обустройства авиабазы в Латакии и пункта МТО в Тартусе к охране и обороне данных объектов был привлечён один батальон морской пехоты из состава 810-й отдельной бригады морской пехоты Черноморского флота. Именно в её состав входил первый погибший российский военнослужащий — матрос контрактной службы Александр Позынич, действовавший в составе поисково-спасательного отряда, направленного на выручку экипажу сбитого турецкими ВВС фронтового бомбардировщика Су-24.
Для обеспечения охраны авиабазы в Сирию вместе с батальоном морской пехоты были переброшены группы специального назначения из состава Южного военного округа. Косвенно это подтверждается гибелью 1 октября 2015 года военнослужащего контрактной службы из 346-й бригады специального назначения, дислоцированной в городе Прохладный в Кабардино-Балкарии.
Помощь морским пехотинцам, защищавшим подступы к авиабазе, оказывали танкисты — танки Т-90, судя по опубликованным фотографиям, занимали господствующие высоты.
По утверждениям независимого йеменского новостного источника Al-Masdar News (не подтверждённым российской стороной), после освобождения Пальмиры сирийскими войсками при поддержке ВКС РФ в районе этого города была развёрнута военная база, на которой были размещены подразделения инженерных войск и отвечавшая за их охрану морская пехота.
Также, по данным Al-Masdar News (не подтверждённым российской стороной), 15 мая 2016 года подразделения морской пехоты ВС РФ и войск СпН «Тигры» провели совместные операции против ИГ в районе авиабазы «Тияс» и месторождений Аш-Шаер в провинции Хомс.
Достоверных фактов по участию морских пехотинцев в боевых действиях не имеется. Российские морские пехотинцы и десантники сопровождали колонны с гуманитарными грузами, охраняли журналистов. Известно, что один морской пехотинец погиб, находясь в сторожевом охранении пункта выдачи гуманитарной помощи сирийским гражданам, несколько были ранены.

### Войска РЭБ
25 сентября на авиабазу Хмеймим двумя военно-транспортными самолётами Ил-76 были доставлены многофункциональные станции постановки помех — по предположению СМИ, это системы РЭБ «Красуха-4» (используется для подавления бортовых радиолокаторов, систем связи, спутниковой навигации и управления летательных аппаратов) и Р-330Ж «Житель» (постановка помех спутниковым станциям связи), а также, возможно, универсальные комплексы РЭБ «Дивноморье».

### Силы специальных операций и военные советники
В 2016 году в своём выступлении, посвящённом награждению участников операции, президент Путин признал, что в Сирии действуют российские Силы специальных операций — в частности, обеспечивая целеуказание российской боевой авиации.
Силы специальных операций Российской Федерации и военные советники внесли существенный вклад в успех военной операции.
Первые бойцы ССО, как утверждается, появились в Сирии ещё до официального ввода туда российских войск. Они занимались авиационным целеуказанием. Подразделения ССО также непосредственно участвовали в боевых действиях, проводили ночные рейды на объекты боевиков. Активно работали снайперы и группы, вооружённые ПТРК. Как и военные советники, спецподразделения были задействованы в сухопутных операциях. где непосредственно взаимодействовали с сирийскими военнослужащими.
Согласно западным данным (не подтверждённым российской стороной), успешный штурм Алеппо в декабре 2016 года стал возможен благодаря участию Сил специальных операций, действовавших совместно с правительственными войсками.
Перед российскими военными советниками стояла задача обучения сирийских военных в боевых условиях. Советники действовали и при штабах бригад, дивизий и корпусов сирийской армии. Российские офицеры занимались планированием ударов авиации, передавали координаты объектов, анализировали данные, полученные с беспилотников.

### Военная полиция

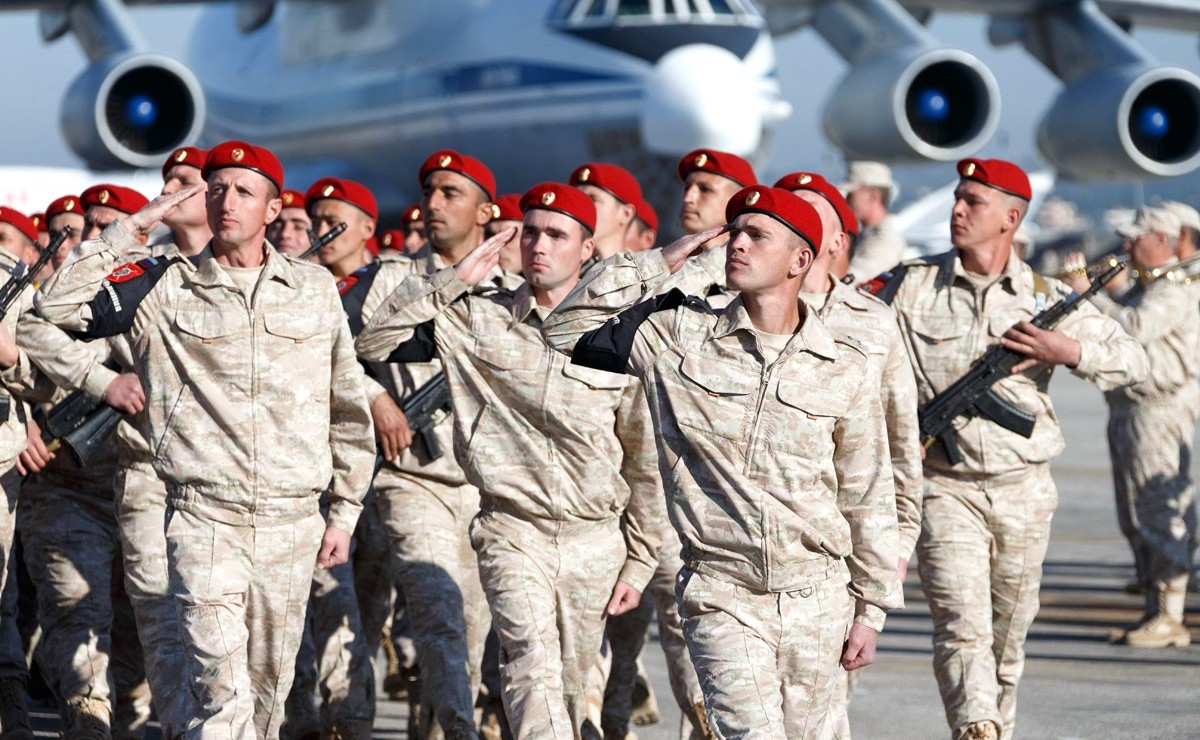
Отряд военной полиции на авиабазе Хмеймим. Сирия, 11 декабря 2017 года

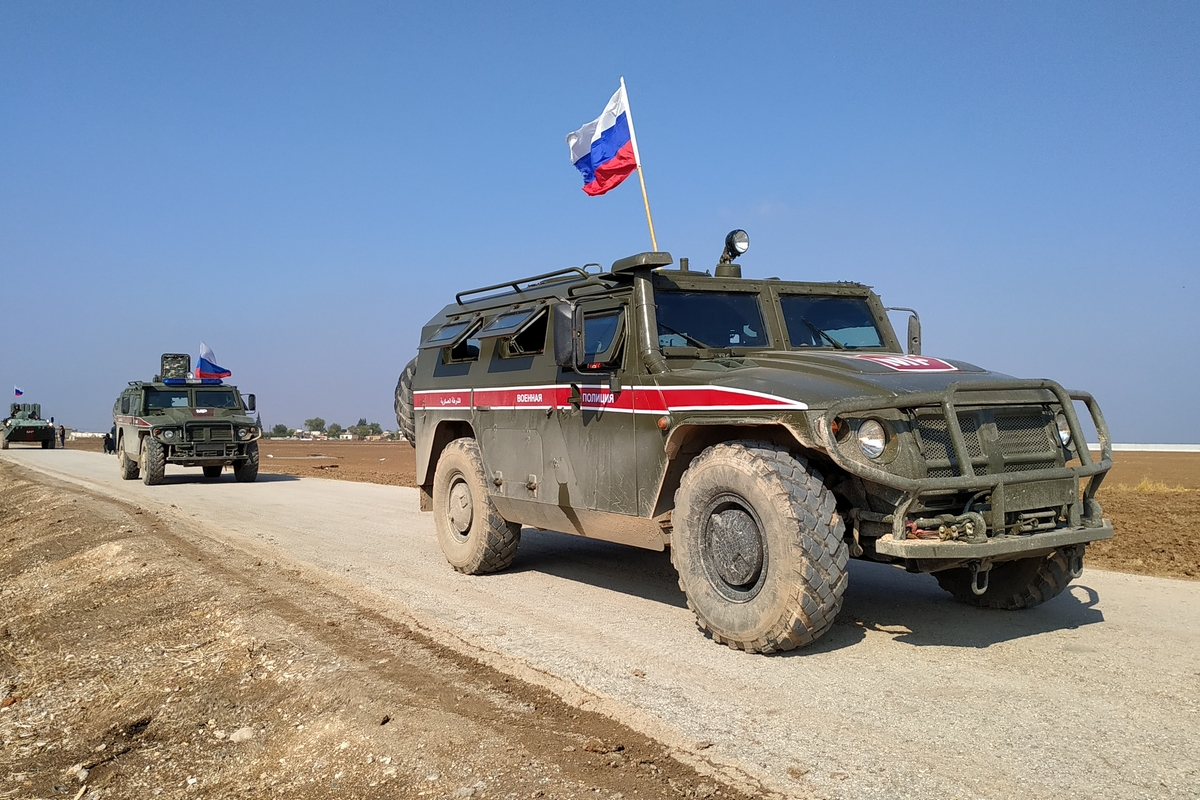
Патруль военной полиции России в г. Кобани на границе Сирии и Турции. Октябрь 2019.

Появившиеся в составе российской армии в 2015 году, подразделения военной полиции на территории Сирии осуществляли непосредственную охрану авиабазы Хмеймим, а позже и пункта МТО в Тартусе. В то время как за внешнюю оборону объектов отвечали морские пехотинцы и десантники, полицейские действовали внутри периметра — патрулировали территорию, охраняли стоянки самолётов и вертолётов, несли службу на КПП, поддерживали правопорядок и воинскую дисциплину на российских военных объектах.
Военные полицейские обеспечивали безопасность в зонах деэскалации, доставку и распределение гуманитарной помощи, работу российских врачей, содействие беспрепятственному перемещению гражданского населения и экономической деятельности на освобождённых от террористов территориях, стали главной защитой развёрнутых в Сирии российских центров по примирению сторон. Подразделения военной полиции первыми в ВС РФ были массово оснащены бронеавтомобилями «Тайфун».
По состоянию на декабрь 2018 года военные полицейские составляли основу российской группировки войск в Сирии. Кроме охраны авиабазы Хмеймим и военно-морской базы в Тартусе, они помогают обеспечивать порядок в освобождённых от боевиков районах и контролируют соблюдение перемирия, работая с представителями российского Центра по примирению враждующих сторон. В частности, в их обязанности входит сопровождение колонн с гуманитарной помощью и охрана гуманитарных коридоров, по которым из подконтрольных боевикам территорий выходят беженцы.

### Центр специального назначения ФСБ России
Офицеры подразделения специального назначения ФСБ России выполняют специальные задания в зоне конфликта. Информация о количестве сотрудников, откомандированных в Сирию и выполняемых ими заданиях официально не сообщается.

## Опыт
По состоянию на 22 декабря 2017 года боевой опыт в Сирии получили более 48 тыс. военнослужащих Вооружённых сил России, свыше 14 тыс. из них отмечены государственными наградами, заявил министр обороны России Сергей Шойгу на расширенной коллегии Министерства обороны Российской Федерации.
По данным Министерства обороны Российской Федерации на 21 августа 2018 года, боевой опыт за всё время проведения военной операции получило более 63 тыс. российских военнослужащих, в том числе 26 тыс. офицеров и 434 генерала.

## Награды
За заслуги в обеспечении безопасности государства, героизм, мужество и самоотверженность, проявленные личным составом в ходе проведения операции по поддержанию международного мира 9 ноября 2023 года объединению вручён орден Суворова.